# Michael McGinn
Michael "Mike" Patrick McGinn (Long Island, 17 december 1959) was de burgemeester van de Amerikaanse stad Seattle van 2010 tot 2013.

## Biografie
McGinn werd geboren in Long Island, New York. Hij groeide op in een gezin van acht. McGinn haalde een examen voor economie op de Universiteit van Washington en volgde daarna een rechtenstudie. McGinn was van 1 januari 2010 tot 31 december 2013 de 52e burgemeester van Seattle. Hij was kandidaat voor nog een termijn als burgemeester maar werd in de verkiezing verslagen door Ed Murray, die hem op 1 januari 2014 opvolgde.
McGinn is rooms-katholiek en is gehuwd met Peggy Lynch. Het paar heeft drie kinderen. Ze wonen in de wijk Greenwood in Seattle.